# Wheaton (Missouri)
Wheaton è un comune degli Stati Uniti d'America, situato nello Stato del Missouri, nella contea di Barry.